# Alfaro huberi
Alfaro huberi là một loài cá nước ngọt thuộc chi Alfaro trong họ Cá khổng tước. Loài này được mô tả lần đầu tiên vào năm 1923.

## Từ nguyên
Danh pháp khoa học của loài này được đặt theo tên của Wharton Huber, nhân viên chăm sóc thú đến từ Học viện Khoa học Tự nhiên Philadelphia, người đã thu thập mẫu vật của loài này.

## Phân bố và môi trường sống
A. huberi có phạm vi phân bố ở Trung Mỹ. Loài cá này được tìm thấy ở những lưu vực sông phía nam Guatemala, băng qua Honduras đến Nicaragua. Chúng sống ở những vùng nước trong và chảy xiết.

## Mô tả
Cá cái của loài A. huberi có chiều dài cơ thể lớn nhất được ghi nhận là 7 cm; ở cá đực, chiều dài cơ thể lớn nhất được ghi nhận là 5 cm.